# Allarmont
Allarmont – miejscowość i gmina we Francji, w regionie Grand Est, w departamencie Wogezy.
Według danych na rok 1990 gminę zamieszkiwało 246 osób, a gęstość zaludnienia wynosiła 19 osób/km² (wśród 2335 gmin Lotaryngii Allarmont plasuje się na 801. miejscu pod względem liczby ludności, natomiast pod względem powierzchni na miejscu 425.).